# Cechenena catori
Cechenena catori är en fjärilsart som beskrevs av Rothschild 1894. Cechenena catori ingår i släktet Cechenena och familjen svärmare. Inga underarter finns listade i Catalogue of Life.